# Guilherme Schüch Capanema
Guilherme Schüch (posteriormente Guilherme Schüch, barón de Capanema (Ouro Preto, 17 de enero de 1824 - Río de Janeiro, 28 de julio de 1908) fue un ingeniero, físico, naturalista brasileño. Fue responsable de la instalación de la primera línea telegráfica del Brasil. Era bisabuelo del político Gustavo Capanema (1900-1985).
Participó activamente en la defensa de la tesis de Brasil sobre territorios sureños del Estado de Paraná, disputados con Argentina en 1885 y que por fallo del presidente estadounidense Stephen Grover Cleveland, fueron adjudicados a Brasil.

## Biografía
Hijo del austríaco Rochus Schüch, nativo de Moravia, que migró a Brasil en 1817 como integrante de la comitiva de la Princesa Leopoldina, y de la suiza Josefina Roth, y su padre se ubicó en la Colonia Nova Friburgo. Guilherme Schüch se casó con Eugênia Amélia Delamare, nacida en El Havre, Francia, el 12 de julio de 1824, hija de Charles Robert Delamare y de Reine Germaine Virginie, falleciendo en Río de Janeiro el 12 de abril de 1907, teniendo tres hijos: Paulina, Guilherme, Gustavo S. Capanema (1844-1881), médico y político.
En 1841 fue enviado a Europa, protegido por el visconde de Barbacena, para estudiar ingeniería. Después de 60 días de navegación a vela, llegó a Inglaterra, donde el ministro brasileño Sr. Marquês Lisboa, lo acompañó a Amberes y de allí directamente a Múnich; donde el ilustre botánico von Martius y el zoólogo Spix le prestaron buenos servicios, encaminándolo en sus estudios. El viaje de Amberes a Múnich lo hizo en carruaje, pues en esa época no existían ferrovías. Concluyó sus cursos en la Escuela Politécnica de Viena; luego se formaría como doctor en matemática y en ciencias en la antigua Escuela Militar de Río de Janeiro.
De vuelta a Brasil, fue responsable de la fundación, el 11 de mayo de 1852, del Telégrafo Nacional, y asumió como su primer director.
Guilherme frecuentemente visitaba al Emperador, que insistía en esas visitas para perfeccionarse en la lengua alemana. En una de las visitas, el Sr. Manuel de Araújo Porto-Alegre, barón de Santo Angelo, informó al emperador que el Dr. Azeredo Coutinho era de la opinión de que el Dr. Guilherme Schüch debía ser nombrado para una de las cátedras vacantes de la Escuela Central, especialmente de la Mineralogía. El coronel Pedro de Alcântara Bellegarde, comandante de la Escuela Central, opinó también positivamente y que fuese nombrado y confirmado para fin del año.
Don Pedro II mandó que el Dr. Guilherme Schüch se presentase al Ministro de Guerra. Pero había un impedimento: es que la ley establecía que la enseñanza sólo podía ser ejercida por ingenieros capacitados en la Escuela Central. El Ministro de Guerra, resolvió el caso, indicando que el Dr. Schüch debía ser sujeto a un examen del conjunto de materias, inclusive del arte militar. Entonces Guilherme decidió entonces estudiar el arte militar, adquiriendo libros; y fue necesario pasar una temporada en la granja familiar Paes Leme. De vuelta, sometido a los exámenes requeridos por Ministro da Guerra, los aprobó, y en seguida fue nombrado en substituto de la Escuela Central.
Ingeniero militar, en la década de 1850s, consiguió fabricar municiones para los fusiles de aguja Dreyse (un secreto militar prusiano), utilizados en la Guerra contra Oribe y Rosas. También realizó diversas experiencias con cohetes, habiendo fabricado algunos cohetes de Halle, hacia 1852. En 1855 hace varias experiencias con esos cohetes de Halle junto con José Mariano de Mattos, y ese mismo año fue enviado a Bélgica con órdenes de "comprar 1.200 fusiles, 1.000 clavines con bayonetas, sables, y 500 clavines sin bayonetas, siendo todo el armamento "a Minié".
En 1863 fue enviado a la Real Fábrica de Hierro de Ipanema, en Iperó, puerto de Sorocaba, revitalizándola. Inventor, desarrolló también un hormiguicida contra Atta.
Notando el Dr. Guilherme Schüch la dificultad que había en Minas para pronunciar su apellido alemán, resolvió adoptar el sobrenombre de "Capanema", perteneciente a una serranía y pueblo de aquella provincia, vecina de Ouro Preto.
En 1877, el botânico João Barbosa Rodrigues homenajeó a Guilherme Schüch de Capanema, su amigo, dándole el nombre de Capanemia a un nuevo género de orquídeas descripto en su libro Genera et Species Orchidearum Novarum.
El ingeniero Schüch comandó las instalaciones de las primeras redes telegráficas del norte de Brasil.
En 1889 con la proclamación de la República se retiró de la dirección del "Telégrafo Nacional". En 1903 fue nombrado director del Jardín Botánico de Río de Janeiro.
Fue también profesor de física y de mineralogía en la Escuela Militar.

## Honores
- Miembro de la Sociedad Velosiana de Ciencias Naturales, participando en la Comisión de botánica, sugiriendo su fusión al Instituto Histórico y Geográfico Brasileño, lo que no ocurrió. Como la sociedad se disolvió, parte de los socios, incluyendo a Guilherme entonces fundó la Sociedad Palestra Científica de Río de Janeiro, que tuvo su primera sesión el 25 de junio de 1856.
- Miembro del Instituto Histórico y Geográfico Brasileño
- Participante de la Comisión Científica del Instituto Histórico y Geográfico de Brasil, creada en 1856, donde fue director de la Sección Geológica y Mineralógica.
- Recibió el título de barón el 26 de febrero de 1881 por decreto de Don Pedro II

Recipiente de las
- Imperial Orden de la Rosa
- Imperial Orden de Cristo

### Epónimos
Capanema (Paraná) es un municipio brasileño del estado de Paraná; en homenaje a su mediación en el conflicto entre Brasil y Argentina por la posesión de la región del río Iguazú, una localidad de Paraná. Así, se configuró un caso en que un topónimo originó un antropónimo que, a su vez, fue posteriormente motivo para la denominación de otro nombre de localidad.
- La abreviatura «Capan.» se emplea para indicar a Guilherme Schüch Capanema como autoridad en la descripción y clasificación científica de los vegetales.[2]